# Till styvmoderns lov
Till styvmoderns lov (Elogio de la madrastra) är en erotisk roman av den peruanske författaren Mario Vargas Llosa. Den utkom 1998 på förlaget Editorial Tusquets.
Det handlar om en berättelse vars huvudpersoner är doña Lucrecia, styvmodern, don Rigoberto, fadern som är gift med Lucrecia i sitt andra äktenskap och Fonchito hans son.
Lucrecia och Rigoberto lever i ett borgerligt äktenskap, utan stora världsliga pretentioner, de utövar sex om och omigen under romanens gång. Det är inte platonsk kärlek som härskar mellan de båda, det är en lättsinnig relation, fylld av nöje och glädje. 
Rigoberto utför en rad fysiska och mentala ritualer före den sexuella samvaron, medan Lucrecia och Fonchito beter sig som om det mellan dem skulle finnas en tydlig tendens till incest. Det finns också en fantastisk historia som är relaterad till kända målningar som representerar erotiska scener, varav en är av den flamländska mästare Jacob Jordaens.
Det handlar om en roman som reflekterar över lyckan och oskuldens fördärv, med hjälp av en berättarteknik som svarar mot kännetecknen för den erotiska genren, men som också är full av poesi.
År 1997 publicerade Vargas Llosa Don Rigobertos anteckningsböcker, en roman vars tema och personer har mycket gemensamt med "Till styvmoderns lov" och också hör till genren erotisk litteratur.